# Habiba Gribi
Habiba Ghribi (9 de abril de 1984, Kairuán) es una corredora de media y de larga distancia de Túnez que se especializa en la carrera de obstáculos de 3.000 metros. Fue campeona olímpica en Londres 2012 y campeona del mundo en Daegu 2011. También es la poseedora del récord de África desde el 11 de septiembre de 2015, con una marca de 9:05.36. 

## Historial deportivo
Fue campeona olímpica en Londres 2012 y campeona del mundo en Daegu 2011. Obtuvo inicialmente el 2º puesto en las dos competiciones, pero la atleta rusa Yuliya Zaripova, ganadora de ambas pruebas, fue descalificada el 24 de marzo de 2016 por el TAS acusada de dopaje. La IAAF anunció que las medallas serían redistribuidas en todas las competiciones bajo su control por lo que Ghribi pasó del 2º puesto al 1º. La medalla en Londres 2012 fue la primera medalla olímpica femenina de Túnez.
En 2015 obtuvo la medalla de plata en el Campeonato Mundial de Pekín 2015.
Ghribi compitió en el Campeonato Mundial de Campo a Través de la IAAF en varias ocasiones, pero encontró un mayor éxito en la pista con obstáculos, ganando una medalla de plata en los Campeonatos Africanos de Atletismo 2006 y una de bronce en los 1.500 metros en los Juegos del Mediterráneo 2009. Representó a Túnez en los Juegos Olímpicos de Beijing 2008, terminando decimotercera en la primera carrera olímpica de obstáculos de mujeres. Ella fue elegida como la mejor deportista del 2009 por el diario árabe Assahafa.
Comenzó su carrera como corredora de campo a través y compitió en la carrera junior en los campeonatos del Mundial de Campo a Través de la IAAF en 2000  a los quince años, terminando en el puesto 46 (el segundo mejor del equipo de Túnez).

## Mejores marcas
| Evento                     | Tiempo (m:s) | Lugar                 | Fecha                    |
| -------------------------- | ------------ | --------------------- | ------------------------ |
| 1500 metros                | 4:06.38      | Zagreb, Croacia       | 2 de septiembre de 2014  |
| 3000 metros                | 8:52.06      | Franconville, Francia | 28 de abril de 2013      |
| 5000 metros                | 16:12.9      | Radès, Túnez          | 22 de junio de 2003      |
| 3000 metros con obstáculos | 9:05.36      | Bruselas, Bélgica     | 11 de septiembre de 2015 |

- Toda la información tomada del perfil de IAAF.